# Ascogaster thoracica
Ascogaster thoracica är en stekelart som beskrevs av Vladimir Ivanovich Tobias 1987. Ascogaster thoracica ingår i släktet Ascogaster och familjen bracksteklar. Inga underarter finns listade.